# Ali Mohamed Jaffer
Ali Mohamed Sanad Jaffer (arabisch علي محمد جعفر, DMG ʿAlī Muḥammad Ǧaʿfar; * 24. Juni 1955) ist ein ehemaliger jemenitischer Boxer.

## Biografie
Jaffer nahm bei den Olympischen Sommerspielen 1988 im Federgewicht teil. In seinem ersten Kampf trat er gegen Wanchai Pongsri aus Thailand an, jedoch unterbrach der Ringrichter bereits nach zwei Minuten den Kampf und erklärte den Thailänder zum Sieger.